# Infatuation (canción de Rod Stewart)
«Infatuation» es una canción interpretada por Rod Stewart, escrita por Stewart, Duane Hitchings y Rowland Robinson y producida por Michael Omartian. Fue lanzada como el primer sencillo de su decimotercer álbum de estudio Camouflage de 1984.

## Información de la canción
En Estados Unidos la canción alcanzó el puesto número 6 en la lista Billboard Hot 100 y el 19 en la Dance Club Songs. En Reino Unido y Alemania llegó al puesto 27 en la UK Singles Chart y la Offizielle Deutsche Charts respectivamente.
Tenía dos caras B diferentes. El lado B de Estados Unidos fue "She Won't Dance With Me", que es de su álbum de 1980 Foolish Behaviour, mientras que el lado B del Reino Unido, "Three Time Loser", es de su álbum de 1975 Atlantic Crossing.    

## Vídeo musical
El video de la canción, dirigido por Jonathan Kaplan, es una historia filmada en su mayoría en blanco y negro. Una mujer (interpretada por Kay Lenz) se muda a un complejo de apartamentos donde vive Stewart, quien constantemente está tomando fotos mientras ella se viste (y desviste), principalmente en la piscina del complejo o mirando dentro del apartamento con sus binoculares.
Finalmente, la obsesión de Stewart lo mete en problemas. Es atrapado con sus binoculares por el guardaespaldas de la mujer, quien le da un puñetazo en la cara. Después de que Stewart cae sobre su almohada, la película cambia de blanco y negro a color, lo que sugiere una secuencia de sueño. La última escena toma un giro surrealista, mostrando a Stewart de pie en un carrusel en movimiento junto a Lenz.
El video tiene dos finales diferentes. Un final muestra a la mujer despidiéndose de Stewart mientras ella y un mafioso se alejan en un convertible azul, dejándolo solo en el carrusel. La otra muestra al mafioso alejándose solo mientras Stewart y Lenz viajan juntos en el carrusel.

## Posicionamiento en listas
| Lista 1984                                 | Máxima posición |
| ------------------------------------------ | --------------- |
| Alemania (Offizielle Deutsche Charts)      | 27              |
| Estados Unidos (Billboard Hot 100)         | 6               |
| Estados Unidos Billboard (Hot Dance/Disco) | 19              |
| Reino Unido (UK Singles Chart)             | 27              |